# Жолобівська сільська рада
Жолобі́вська сільська́ ра́да — адміністративно-територіальна одиниця та орган місцевого самоврядування у Кременецькому районі Тернопільської області. Адміністративний центр — село Жолоби.

## Загальні відомості
- Територія ради: 17,35 км²
- Населення ради: 1 169 осіб (станом на 2001 рік)

## Населені пункти
Сільській раді були підпорядковані населені пункти:
- с. Жолоби

## Склад ради
Рада складалася з 16 депутатів та голови.
- Голова ради: Якубовський Володимир Васильович
- Секретар ради: Кисіль Наталія Володимирівна

### Керівний склад попередніх скликань
| Прізвище, ім'я, по батькові      | Основні відомості                                                               | Дата обрання | Дата звільнення |
| -------------------------------- | ------------------------------------------------------------------------------- | ------------ | --------------- |
| Якубовський Володимир Васильович | Сільський голова, 1969 року народження, освіта середня спеціальна, безпартійний | 26.03.2006   | 31.10.2010      |
| Якубовський Володимир Васильович | Сільський голова, 1969 року народження, освіта середня спеціальна, безпартійний | 31.10.2010   |                 |

Примітка: таблиця складена за даними сайту Верховної Ради України

### Депутати
За результатами місцевих виборів 2010 року депутатами ради стали:

#### За суб'єктами висування
| Суб'єкт висування | Кількість обраних депутатів | %    |
| ----------------- | --------------------------- | ---- |
| Самовисування     | 13                          | 81,3 |
| Народна партія    | 3                           | 18,8 |

#### За округами
| № округу       | Прізвище, ім'я, по батькові       | Дата визнання обраним | Освіта             | Партійна приналежність | Відомості про обраного депутата                            |
| -------------- | --------------------------------- | --------------------- | ------------------ | ---------------------- | ---------------------------------------------------------- |
| Народна Партія |                                   |                       |                    |                        |                                                            |
| 3              | Савчук Микола Васильович          | 01.11.2010            | середня            | член Народної партії   | ДП «Кременецький лісгосп», майстер зміни                   |
| 13             | Томчук Петро Андрійович           | 01.11.2010            | середня            | член Народної партії   | ДП «Кременецький лісгосп», верстатник                      |
| 14             | Савчук Володимир Васильович       | 01.11.2010            | середня            | член Народної партії   | ДП «Кременецький лісгосп», верстатник                      |
| Самовисування  |                                   |                       |                    |                        |                                                            |
| 1              | Клічук Тетяна Анатоліївна         | 01.11.2010            | середня спеціальна | позапартійна           |                                                            |
| 2              | Тімочко Олена Миколаївна          | 01.11.2010            | вища               | позапартійна           | приватний підприємець                                      |
| 4              | Дроздовська Наталія Олександрівна | 01.11.2010            | середня            | позапартійна           | Клубс. Жолоби, завідувачка клубу                           |
| 5              | Боцюк Святослав Миколайович       | 01.11.2010            | вища               | позапартійний          | Жолобівська загальноосвітня школа І-ІІ ст., директор школи |
| 6              | Тиквенко Павло Іванович           | 01.11.2010            | середня спеціальна | позапартійний          | пенсіонер                                                  |
| 7              | Боцюк Ігор Святославович          | 01.11.2010            | вища               | позапартійний          | Жолобівська загальноосвітня школа І-ІІ ст., вчитель        |
| 8              | Якубовський Микола Васильович     | 01.11.2010            | середня спеціальна | позапартійний          | Жолобівська загальноосвітня школа І-ІІ ст., завгосп        |
| 9              | Врочинський Віктор Олександрович  | 01.11.2010            | середня спеціальна | позапартійний          | приватний підприємець, водій маршрутного таксі             |
| 10             | Ярмощук Ярослав Миколайович       | 01.11.2010            | середня спеціальна | позапартійний          | фельдшерсько-акушерський пункт с. Жолоби, фельдшер         |
| 11             | Рудюк Інна Олександрівна          | 01.11.2010            | вища               | позапартійна           | Жолобівська сільська рада, землев-порядник                 |
| 12             | Голобородько Світлана Степанівна  | 01.11.2010            | середня спеціальна | позапартійна           | фельдшерсько-акушерський пункт с. Жолоби, акушерка         |
| 15             | Костик Василь Володимирович       | 01.11.2010            | середня            | позапартійний          |                                                            |
| 16             | Кисіль Наталія Володимирівна      | 01.11.2010            | вища               | позапартійна           | Жолобівська сільська рада, секретар                        |